# Aeroflot-Flug 31
Am 13. Januar 1955 verunglückte auf dem ersten Flugabschnitt des innersowjetischen Frachtfluges Aeroflot-Flug 31 vom Flughafen Moskau-Bykowo nach Swerdlowsk mit Zwischenlandungen in Gorki und Ischewsk eine Lissunow Li-2, wobei alle fünf Insassen starben. Als Unfallursache wurde ein Triebwerksausfall infolge einer mutmaßlichen Sabotage ermittelt.

## Maschine
Das Flugzeug war eine 1953 gebaute Lissunow Li-2. Bei diesem Flugzeugtyp handelte es sich um einen sowjetischen Lizenznachbau der Douglas DC-3. Die Maschine trug das Luftfahrzeugkennzeichen CCCP-Л5000 (SSSR-L5000), die Werknummer 33444902 und die Modellseriennummer 449-02 und wurde seit ihrer Auslieferung durchgehend von der Aeroflot betrieben. Sie wurde von zwei luftgekühlten 9-Zylinder-Sternmotoren vom Typ M-62IR angetrieben. Bis zum Zeitpunkt des Unfalls hatte die Maschine eine kumulierte Betriebsleistung von 2.188 Betriebsstunden absolviert.

## Insassen und Fracht
An Bord des Frachtflugzeuges befand sich eine fünfköpfige Besatzung. Die geladene Fracht hatte ein Gesamtgewicht von 1.989 kg, darunter 1.828 kg Zeitungen und Post, 92 kg Höhenanzüge und 69 kg Luftfahrtersatzteile.

## Flugplan
Der Flug sollte vom Flughafen Moskau-Bykowo zum Flughafen Swerdlowsk führen, wobei Zwischenlandungen auf dem Flughafen Gorki und dem Flughafen Ischwesk vorgesehen waren, bei denen jeweils ein Teil der Fracht entladen werden sollte.

## Unfallhergang
Der Start der Maschine erfolgte um 11:28 Uhr mit Kurs auf 289 Grad. In einer Flughöhe von 20 bis 30 Metern fiel das rechte Triebwerk aus und der Propeller hörte auf, sich zu drehen. Die Besatzung erhöhte daraufhin den Schub des linken Triebwerks. Die Maschine nahm einen immer stärkeren, rechtswärtigen Rollwinkel ein und sank dabei immer weiter. Die Lissunow streifte zunächst eine Baumreihe auf einer Länge von 350 Metern und überflog anschließend die Lomonossow-Straße im Datschendorf Udelnaja, bevor sie schließlich mit einer Datsche in der Makajowski-Straße 10 kollidierte und zu Boden stürzte. Die Maschine brach bei der Kollision auseinander und brannte zusammen mit der Datsche aus. Die Besitzerin der Datsche hatte diese nur drei Minuten vor der Kollision verlassen, um ihre Nachbarin in der Hausnummer 12 zu besuchen. Alle fünf Besatzungsmitglieder kamen ums Leben.

## Ursache
Als Unfallursache konnte der vollständige Ausfall des steuerbordseitigen Triebwerks beim Start in geringer Höhe mit nicht vollständig eingefahrenem Fahrwerk festgestellt werden. Da die Maschine zu diesem Zeitpunkt über einem bewaldeten und dicht bebauten Gebiet flog, sei eine Notlandung nicht möglich gewesen. Ursache für den Ausfall sei ein Verklemmen des Rotors der Benzinpumpe und das Abscheren des Antriebsschaftes durch das Eindringen eines Fremdkörpers unter das Rotorblatt gewesen. In der Pumpe wurde eine M4-Mutter gefunden, die nichts mit dem Flugzeug zu tun hatte. Anfang Januar waren neue Triebwerke in das Flugzeug eingebaut worden. Am 6. Januar versagte das rechte Triebwerk beim dritten Start während des Testens der Triebwerke nach dem Einbau. Der Grund war der Einschnitt des Zapfens der Kraftstoffpumpe. Die Pumpe wurde ausgebaut und zur Reklamation an das Werk zurückgeschickt. Später, nach der Katastrophe von Moskau-Bykowo, stellte sich heraus, dass die Ursache für den Schaftschnitt der Aufprall eines unbekannten Fremdkörpers an dieser Stelle gewesen war. Nach dem Entfernen der Kraftstoffpumpe sei das Flugzeug für einen Zeitraum von drei bis vier Stunden mit freiliegenden Kraftstoffleitungen abgestellt worden und es habe sich niemand in der Nähe befunden. Im Zusammenhang mit den zwei nahezu identischen Zwischenfällen an den Triebwerken der Maschine sah die Untersuchungskommission eine vorsätzliche Sabotage als Grund für die Triebwerksausfälle an. Untersuchungen zeigten, dass bei Erreichen eines bestimmten Drucks die in der Kraftstoffleitung befindliche M4-Mutter in die Kraftstoffpumpe gesaugt wurde.